# Estádio Munhak de Incheon
O Incheon Munhak Stadium (em coreano: 인천문학경기장 e em português: Estádio Munhak de Incheon) é um estádio multi-funcional localizado na cidade de Incheon, na Coreia do Sul.
Inaugurado em 25 de fevereiro de 2002, tem capacidade para 52.200 torcedores. Sediou algumas partidas da Copa do Mundo de 2002.
Atualmente é a casa do time Incheon United, do Campeonato Sul-Coreano de Futebol (a K-League).
No dia 3 de novembro de 2018, sediará a final do Mundial de League of Legends de 2018.

## Jogos da Copa do Mundo de 2002
- 9 de Junho: Grupo C -  Costa Rica 1 - 1  Turquia

- 11 de Junho: Grupo A -  Dinamarca 2 - 0  França

- 14 de Junho: Grupo D -  Coreia do Sul 1 - 0  Portugal